# Dendromus nyasae
Dendromus nyasae är en gnagare i släktet egentliga trädmöss som förekommer i östra Afrika. Populationen infogades en längre tid i Dendromus mesomelas och sedan början av 2000-talet godkänns den som art. IUCN:s rödlistas har fortfarande den gamla klassificeringen kvar.
Denna gnagare når en kroppslängd (huvud och bål) av 64 till 80 mm, en svanslängd av 84 till 105 mm och en vikt av 6 till 20 g. Bakfötterna är 17 till 22 mm långa och öronen är 11 till 16 mm stora. Arten har en intensiv brun päls på ovansidan och vitaktig päls på undersidan. Vid roten har alla hår ett mörkgrått avsnitt. Den mörka längsgående strimman på ryggens topp är hos några individer otydlig. Liksom hos andra släktmedlemmar kan svansen användas som gripverktyg och fötterna är anpassade till ett klättrande levnadssätt. Vid framtassen är andra till fjärde fingret full utvecklade och utrustade med långa klor. Första och femte fingret är små. Även vid bakfoten är första tån liten och den femte är motsättlig.
Dendromus mesomelas är allmänt större och har längre päls. Den har vid undersidans päls bruna nyanser medan Dendromus nyasae har gråa nyanser på undersidan. Hos Dendromus mesomelas är kraniet robustare och raden av molarerna längre.
Alla populationer lever i bergstrakter (Dendromus mesomelas hittas även i låglandet) och norr om floden Zambezi. Dendromus nyasae registrerades i gränsområdet Tanzania/Zambia/Malawi samt i gränsområdet Uganda/Rwanda/Kongo-Kinshasa. Den vistas i gräsmarker, i träskmarker och på jordbruksmark med några buskar och träd.
Individerna är nattaktiva och har frön samt insekter som föda. De vistas på marken och klättrar i växtligheten. Några honor kan para sig under alla årstider men de flesta ungar föds under regntiden mellan september och maj. Honan har efter 23 till 27 dagar dräktighet en kull med vanligen fyra ungar. Ungarna öppnar sina ögon efter ungefär 22 dagar och de börjar 24 dagar efter födelsen med fast föda. Modern slutar efter 35 dagar med digivning. Dendromus nyasae skapar ett näste av gräs som göms i grästuvor eller i buskar.
Den norra underarten (Dendromus nyasae kivu) listas av IUCN som livskraftig (LC).